# Marcos Labandeira
Marcos Gastón Labandeira Castro (n. Mendoza Chico, Florida, Uruguay; 18 de enero de 1995), conocido como Marcos Labandeira, es un futbolista uruguayo que juega como delantero centro.

## Trayectoria

### Juveniles
Comenzó a jugar al fútbol desde pequeño en las formativas de Atlético Florida, y en el año 2009 se integró a las divisiones juveniles del Nacional.
En el año 2010 el técnico del primer plantel tricolor, Juan Ramón Carrasco, lo ascendió al primer equipo para probarlo.
Fue el goleador del equipo en la Future Champions del 2011 y 2012 con 4 y 5 goles respectivamente, lograron el cuarto puesto en la primera ocasión y perdieron la final contra Atlético Mineiro por 2 a 1 en la última.
Es uno de los máximos goleadores históricos de las formativas de Nacional.

### Juventud de Las Piedras
El 31 de enero de 2015 fue cedido a Juventud desde Nacional, por seis meses, para que tenga sus primeros minutos en la máxima categoría.
Debutó como profesional el 22 de febrero, en la segunda fecha del Torneo Clausura, frente al equipo que tuvo como principal rival durante sus formativas, Peñarol, y a pesar de que su equipo jugó un aceptable partido, perdieron 4 a 1, Marcos ingresó para jugar los minutos finales.
Con Juventud realizaron una buena campaña y clasificaron por primera vez en su historia a una competición continental, la Copa Sudamericana 2015. Labandeira disputó 10 encuentros, uno como titular y los nueve restantes como suplente, no convirtió goles.

### Miramar Misiones
Para la temporada 2015/16, el nuevo técnico de Nacional, Gustavo Munúa, no lo iba a tener en cuenta por lo que fue cedido nuevamente, esta vez a un equipo de Segunda División, Miramar Misiones.
El 8 de septiembre de 2015 realizaron un partido amistoso de práctica contra el River Plate de Juan Ramón Carrasco, Marcos anotó un gol y empataron 1 a 1.
Jugó su primer partido en la segunda categoría el 24 de octubre, fue titular para enfrentar a Huracán en la fecha 1 pero perdieron 1 a 0. El 7 de noviembre, en la tercera jornada del campeonato, convirtió su primer gol como profesional, fue contra Villa Española y el encuentro finalizó 1 a 1.
Tuvieron una buena temporada, empataron la serie en primer lugar con Rampla Junior, por lo que fueron a un desempate y perdieron 3 a 0.
Marcos jugó los 7 partidos, todos como titular, y convirtió 3 goles.

### Oriental
Labandeira fue cedido nuevamente a comienzos de 2016, esta vez al Club Oriental, para jugar la segunda mitad de la temporada en Segunda División.
El 10 de abril jugó su primer partido con su nuevo club, ingresó al minuto 73 para enfrentar a Villa Española, pero perdieron 2 a 1.
Finalizó la temporada con 6 presencias en Oriental, 3 como titular, pero no convirtió goles. Luego, regresó a Nacional.

## Estadísticas
Actualizado al 28 de mayo de 2016.
Último partido citado: Oriental 0 - 0 Progreso
| Club                       | Div.          | Temporada     | Liga  | Liga  | Copas nacionales | Copas nacionales | Torneos internacionales | Torneos internacionales | Total | Total |
| Club                       | Div.          | Temporada     | Part. | Goles | Part.            | Goles            | Part.                   | Goles                   | Part. | Goles |
| -------------------------- | ------------- | ------------- | ----- | ----- | ---------------- | ---------------- | ----------------------- | ----------------------- | ----- | ----- |
| Juventud · Uruguay         | 1ª            | 2014/15       | 10    | 0     | 0                | 0                | 0                       | 0                       | 10    | 0     |
| Juventud · Uruguay         | Total club    | Total club    | 10    | 0     | 0                | 0                | 0                       | 0                       | 10    | 0     |
| Miramar Misiones · Uruguay | 2ª            | 2015/16       | 7     | 3     | 0                | 0                | 0                       | 0                       | 7     | 3     |
| Miramar Misiones · Uruguay | Total club    | Total club    | 7     | 3     | 0                | 0                | 0                       | 0                       | 7     | 3     |
| Oriental · Uruguay         | 2ª            | 2015/16       | 6     | 0     | 0                | 0                | 0                       | 0                       | 6     | 0     |
| Oriental · Uruguay         | Total club    | Total club    | 6     | 0     | 0                | 0                | 0                       | 0                       | 6     | 0     |
| Total carrera              | Total carrera | Total carrera | 23    | 3     | 0                | 0                | 0                       | 0                       | 23    | 3     |